# Partizanski (Krasnodar)
Partizanski (del ruso: Партизанский) es un posiólok del raión de Kanevskaya del krai de Krasnodar, en Rusia. Está situado en las tierras bajas de Kubán-Azov, a orillas del arroyo Proshalnaya, pequeño afluente por la derecha del estuario del río Beisug, 17 km al sur de Kanevskaya y 98 km al norte de Krasnodar, la capital del krai. Tenía 414 habitantes en 2010.
Pertenece al municipio Pridorozhnoye.